# Julius Straub
Julius Straub (ur. 24 maja 1907, zm. 29 października 1948 w Landsberg am Lech) – niemiecki kapo w obozie koncentracyjnym Flossenbürg i zbrodniarz wojenny.
W czasie II wojny światowej pełnił funkcję kapo w obozie we Flossenbürgu. Podczas ewakuacji obozu Straub został włączony do oddziałów, które nadzorowały kolumny więźniów. Miał na sumieniu życie wielu więźniów, których zastrzelił podczas tego marszu śmierci.
Osądzony przez amerykański Trybunał Wojskowy w Dachau po zakończeniu wojny. Julius Straub skazany został na karę śmierci przez powieszenie i stracony w więzieniu Landsberg pod koniec października 1948 roku.